# Márcio Montarroyos
Márcio Montarroyos (8 de julio de 1948 – 12 de diciembre de 2007) fue un trompetista de jazz brasileño.
Comenzó sus estudios de piano clásico y posteriormente se dedicó a la trompeta y al jazz. En la década de los 70, viajó a Estados Unidos para estudiar en la Berklee School of Music. En 1988, la televisión suiza lo invitó a producir dos conciertos de una hora junto con el guitarrista alemán Sigi Schwab, el bajista Marc Egan, el percusionista Freddie Santiago y el baterista Guillermo Marchena. En 1992, la cadena de televisión alemana ZDF lo invitó, junto con Sigi Schwab, a un concierto en vivo. Ese mismo año, ambos artistas actuaron en el Studio 2000+2 de Múnich.
Tocó con artistas de la talla de Stevie Wonder, Sérgio Mendes, Sarah Vaughan, Hermeto Pascoal, Nancy Wilson, Egberto Gismonti, Carlos Santana, Milton Nascimento, Ella Fitzgerald, Tom Jobim y Ney Matogrosso.

## Discografía
- Sessão nostalgia (1973)
- Stone Alliance (1977) PM Records
- Trompete internacional (1981)
- Magic moment (1982)
- Carioca (1984)
- Samba Solstice (1987)
- Terra mater (1989)
- Marcio Montarroyos (1995)